# Ectopleura ralphi
Ectopleura ralphi är en nässeldjursart som först beskrevs av V.S. Bale 1884.  Ectopleura ralphi ingår i släktet Ectopleura och familjen Tubulariidae. Inga underarter finns listade i Catalogue of Life.